# Håkan Pettersson
Ture Håkan Pettersson (ur. 11 maja 1949 w Sundsvall, zm. 10 maja 2008 tamże) – szwedzki hokeista.
Jego brat Stefan (ur. 1950) oraz kuzyn Mats Näslund (ur. 1958) także byli hokeistami.

## Kariera klubowa
Był wychowankiem klubu Tunadal IF Hockey w rodzinnym mieście. Całą karierę seniorską spędził jednak w Timrå IK, gdzie grał w latach 1967–1982 w rozgrywkach Division 1 (ówczesnej pierwszej klasie rozgrywkowej). W barwach tego klubu rozegrał 446 spotkań i strzelił 185 goli. Pod względem liczby meczów jest rekordzistą klubu.

## Kariera reprezentacyjna
W reprezentacji Szwecji rozegrał 65 spotkań i strzelił 8 goli. Wraz z kadrą brał udział w mistrzostwach świata w latach 1971–1972 i 1974-1975, za każdym razem zdobywając brązowy medal. Wystąpił także na igrzyskach olimpijskich w 1972, na których zagrał w 6 meczach i strzelił 1 gola, a Szwedzi zajęli 4. miejsce.

## Kariera trenerska
Po zakończeniu kariery pracował jako trener w Timrå IK. Początkowo był szkoleniowcem drużyny młodzieżowej, a następnie w latach 1984–1986 prowadził pierwszy zespół tego klubu.
Zmarł 10 maja 2008 w Sundsvall po długiej chorobie.